# Александер Коррін
Александер Коррін (нід. Alexander Corryn, нар. 3 січня 1994, Гент, Бельгія) — бельгійський футболіст, фланговий захисник клубу «Васланд-Беверен».

## Ігрова кар'єра

### Клубна
Александер Коррін є вихованцем клубу «Локерен». У 2011 році його було внесено до заявки першої команди клубу. А у травні 2012 року футболіст зіграв свою першу гру на дорослому рівні. У 2014 році своєю грою Коррін допоміг клубу тріумфувати у національному Кубку Бельгії.
Сезон 2015/16 Коррін розпочав у клубі «Мехелен» але за перший рік не зміг закріпитися в основі і був відправлений в оренду у «Антверпен». З яким виграв Другий дивізіон. Коли футболіст повернувся до стану «Мехелена», то цей клуб також перебував у Другому дивізіоні та вже за рік Коррін разом з командою знову підвищився до еліти.
З 2020 року Коррін два сезони провів у клубі «Серкль Брюгге». А влітку 2022 року як вільний агент перейшов до клубу Другого дивізіону «Васланд-Беверен».

### Збірна
В період з 2012 по 2013 роки Александер Коррін виступав у складі юнацької збірної Бельгії (U-19).

## Титули
Локерен
 Переможець Кубка Бельгії: 2013/14
Мехелен
 Переможець Кубка Бельгії: 2018/19